# Поклонение младенцу Христу со святыми Варварой и Мартином
«Поклонение младенцу Христу со святыми Варварой и Мартином» — картина итальянского художника эпохи Возрождения Рафаэлло ди Франческо Боттичини из собрания Государственного Эрмитажа в Санкт-Петербурге.
В центре картины на переднем плане изображена Дева Мария, склонившаяся над младенцем Христом, который лежит на земле на белом покрывале. Справа от неё на одно колено опустилась святая Варвара Илиопольская — она опознаётся по своему атрибуту: башне в руках. Слева перед Младенцем — коленопреклонённый святой Мартин Турский, у него на голове епископская митра, а на плечи наброшен плащ с изображением эпизода из жития святого: Мартин отрезает кусок плаща, чтобы накрыть нищего. За святым Мартином стоит Святой Иосиф. Вся группа находится в пределах руинн и отделена от фонового горного пейзажа каменной стеной, сложенной из крупных прямоугольных блоков, а также квадратной колоннадой. Над головой Марии на одном из блоков сидит сорока — в христианской иконографии сорока является символом суеты, болтливости и вороватости, а также ранней смерти, что намекает на раннюю смерть Христа. Слева на фоновом пейзаже из каменной арки, образованной скалами, выезжает кавалькада конных рыцарей с оруженосцами, а также видны три пешие фигуры.
Картина была написана в 1512 году. Ранняя история её долгое время была неизвестной и в начале XIX века она считалась произведением Рафаэля. В 1835 году она находилась в коллегиальной церкви в Кастельфранко-ди-Сотто в окрестностях Пизы и была приобретена для Эрмитажа при посредничестве художника-реставратора В. И. Бриоски. Вскоре в Эрмитаже возникли сомнения, что автором картины является Рафаэль; в 1844 году в качестве предположительного автора был назван Филиппино Липпи. Г. Ф. Вааген при осмотре эрмитажных коллекций в 1863 году счёл, что картина принадлежит кисти Ло Спанья, и эта атрибуция была принята в Эрмитаже вплоть до 1880-х годов.
Впервые имя Рафаэлло Боттичини в качестве автора картины было названо Г. Миланези в 1879 году в комментариях к полному изданию «Жизнеописаний…» Вазари, который проследил всю историю бытования картины: «В 1512 году священник Джов. Филиппо заказал ему (Боттичини) для своей церкви Сан-Мартино-э-Санта-Барбара доску с изображением Мадонны и по бокам — поименованных святых. Эта доска была продана в Россию в 1835 за 3000 скуди как работа Рафаэля да Урбино. И под этим именем её можно увидеть в галерее Эрмитажа».
Несмотря на сведения Миланези, в эрмитажном каталоге 1889 года картина значилась как произведение Доменико Альфани, и лишь в каталоге 1899 года впервые появилось имя Рафаэлло Боттичини. По неизвестной причине главный хранитель картинной галереи Эрмитажа Э. К. Липгарт при составлении нового эрмитажного каталога в 1912 году вновь приписал картину Ло Спанья, однако начиная с 1916 года картина прочно закрепилась за именем Рафаэлло Боттичини.
Первоначально картина была написана на дереве, однако в 1836 году она была переведена на холст. В нижней части холста находится неизвестно когда полученный прорыв длиной около 60 см, с задней стороны под него подведён пластырь, а с наружной стороны он зареставрирован.
Выставляется в здании Большого (Старого) Эрмитажа в зале 209.
В 1991 году на аукционе Сотбис проходило тондо Рафаэлло Боттичини «Поклонение Младенцу со святым Иоанном Крестителем», датируемое 1500—1520 годами. Фигура Мадонны на этом тондо практически полностью соответствует эрмитажной картине.

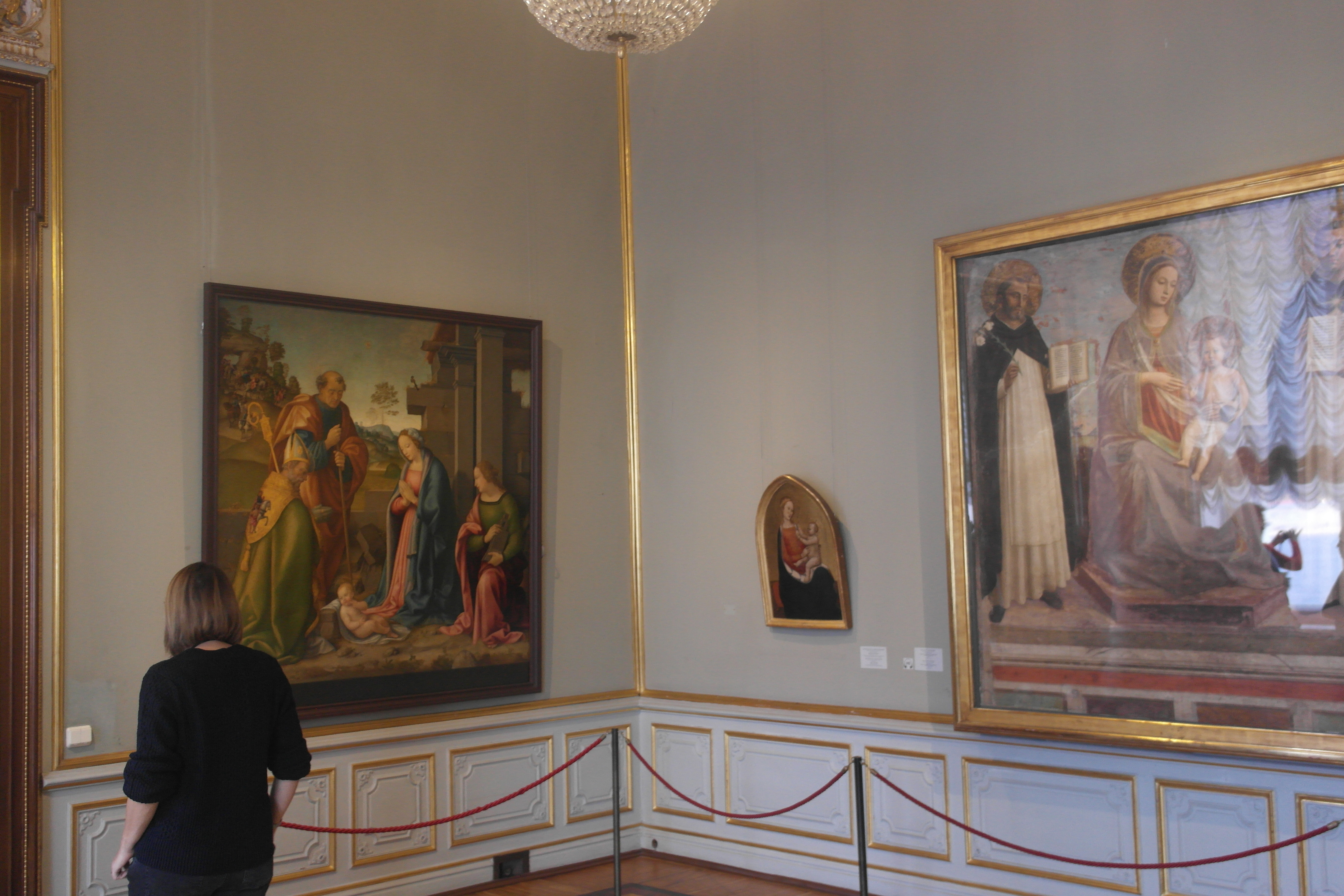
Картина в зале 209 Большого (Старого) Эрмитажа
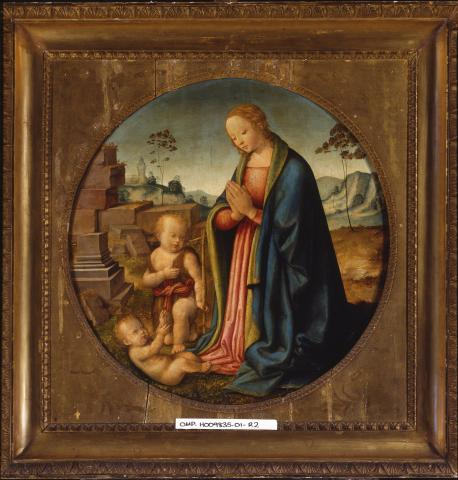
Тондо Боттичини «Поклонение Младенцу с Иоанном Крестителем»